# We Don't Talk Anymore (Charlie Puth)
'We Don't Talk Anymore' is een nummer van de Amerikaanse zanger Charlie Puth samen met de Amerikaanse zangeres Selena Gomez. Het nummer werd op 24 mei 2016 uitgebracht als de derde single van zijn debuutalbum Nine Track Mind, dat in 2016 uitkwam.
Het nummer kwam de Amerikaanse hitlijsten binnen op de 78e plek en behaalde uiteindelijk de tiende plek als hoogste notering. Daarmee werd het Puths tweede top 10-hit en Gomez' zesde. In vele andere landen behaalde het nummer een plek binnen de top 20. De nummer 1-positie werd behaald in Italië en Libanon, waarmee het Puths tweede nummer 1-hit werd naast "See You Again" samen met Wiz Khalifa.

## Videoclip
De bijhorende videoclip verscheen op 2 augustus 2016 op BuzzFeed. De videoclip is geregisseerd door Phil Pinto.

## Hitnoteringen

### Nederlandse Top 40
| Hitnotering: 27-08-2016 t/m 05-11-2016 | Hitnotering: 27-08-2016 t/m 05-11-2016 | Hitnotering: 27-08-2016 t/m 05-11-2016 | Hitnotering: 27-08-2016 t/m 05-11-2016 | Hitnotering: 27-08-2016 t/m 05-11-2016 | Hitnotering: 27-08-2016 t/m 05-11-2016 | Hitnotering: 27-08-2016 t/m 05-11-2016 | Hitnotering: 27-08-2016 t/m 05-11-2016 | Hitnotering: 27-08-2016 t/m 05-11-2016 | Hitnotering: 27-08-2016 t/m 05-11-2016 | Hitnotering: 27-08-2016 t/m 05-11-2016 | Hitnotering: 27-08-2016 t/m 05-11-2016 | Hitnotering: 27-08-2016 t/m 05-11-2016 |
| Week:                                  | 1                                      | 2                                      | 3                                      | 4                                      | 5                                      | 6                                      | 7                                      | 8                                      | 9                                      | 10                                     | 11                                     |                                        |
| -------------------------------------- | -------------------------------------- | -------------------------------------- | -------------------------------------- | -------------------------------------- | -------------------------------------- | -------------------------------------- | -------------------------------------- | -------------------------------------- | -------------------------------------- | -------------------------------------- | -------------------------------------- | -------------------------------------- |
| Positie:                               | 39                                     | 35                                     | 26                                     | 19                                     | 17                                     | 21                                     | 23                                     | 23                                     | 26                                     | 30                                     | 33                                     | uit                                    |

### NederlandseSingle Top 100
| Hitnotering: (Week 1) 06-02-2016 Hitnotering: (Week 2 t/m 25) 16-07-2016 t/m 24-12-2016 Hitnotering: (Week 26 t/m 29) 07-01-2017 t/m 28-01-2017 | Hitnotering: (Week 1) 06-02-2016 Hitnotering: (Week 2 t/m 25) 16-07-2016 t/m 24-12-2016 Hitnotering: (Week 26 t/m 29) 07-01-2017 t/m 28-01-2017 | Hitnotering: (Week 1) 06-02-2016 Hitnotering: (Week 2 t/m 25) 16-07-2016 t/m 24-12-2016 Hitnotering: (Week 26 t/m 29) 07-01-2017 t/m 28-01-2017 | Hitnotering: (Week 1) 06-02-2016 Hitnotering: (Week 2 t/m 25) 16-07-2016 t/m 24-12-2016 Hitnotering: (Week 26 t/m 29) 07-01-2017 t/m 28-01-2017 | Hitnotering: (Week 1) 06-02-2016 Hitnotering: (Week 2 t/m 25) 16-07-2016 t/m 24-12-2016 Hitnotering: (Week 26 t/m 29) 07-01-2017 t/m 28-01-2017 | Hitnotering: (Week 1) 06-02-2016 Hitnotering: (Week 2 t/m 25) 16-07-2016 t/m 24-12-2016 Hitnotering: (Week 26 t/m 29) 07-01-2017 t/m 28-01-2017 | Hitnotering: (Week 1) 06-02-2016 Hitnotering: (Week 2 t/m 25) 16-07-2016 t/m 24-12-2016 Hitnotering: (Week 26 t/m 29) 07-01-2017 t/m 28-01-2017 | Hitnotering: (Week 1) 06-02-2016 Hitnotering: (Week 2 t/m 25) 16-07-2016 t/m 24-12-2016 Hitnotering: (Week 26 t/m 29) 07-01-2017 t/m 28-01-2017 | Hitnotering: (Week 1) 06-02-2016 Hitnotering: (Week 2 t/m 25) 16-07-2016 t/m 24-12-2016 Hitnotering: (Week 26 t/m 29) 07-01-2017 t/m 28-01-2017 | Hitnotering: (Week 1) 06-02-2016 Hitnotering: (Week 2 t/m 25) 16-07-2016 t/m 24-12-2016 Hitnotering: (Week 26 t/m 29) 07-01-2017 t/m 28-01-2017 | Hitnotering: (Week 1) 06-02-2016 Hitnotering: (Week 2 t/m 25) 16-07-2016 t/m 24-12-2016 Hitnotering: (Week 26 t/m 29) 07-01-2017 t/m 28-01-2017 | Hitnotering: (Week 1) 06-02-2016 Hitnotering: (Week 2 t/m 25) 16-07-2016 t/m 24-12-2016 Hitnotering: (Week 26 t/m 29) 07-01-2017 t/m 28-01-2017 | Hitnotering: (Week 1) 06-02-2016 Hitnotering: (Week 2 t/m 25) 16-07-2016 t/m 24-12-2016 Hitnotering: (Week 26 t/m 29) 07-01-2017 t/m 28-01-2017 | Hitnotering: (Week 1) 06-02-2016 Hitnotering: (Week 2 t/m 25) 16-07-2016 t/m 24-12-2016 Hitnotering: (Week 26 t/m 29) 07-01-2017 t/m 28-01-2017 | Hitnotering: (Week 1) 06-02-2016 Hitnotering: (Week 2 t/m 25) 16-07-2016 t/m 24-12-2016 Hitnotering: (Week 26 t/m 29) 07-01-2017 t/m 28-01-2017 | Hitnotering: (Week 1) 06-02-2016 Hitnotering: (Week 2 t/m 25) 16-07-2016 t/m 24-12-2016 Hitnotering: (Week 26 t/m 29) 07-01-2017 t/m 28-01-2017 | Hitnotering: (Week 1) 06-02-2016 Hitnotering: (Week 2 t/m 25) 16-07-2016 t/m 24-12-2016 Hitnotering: (Week 26 t/m 29) 07-01-2017 t/m 28-01-2017 | Hitnotering: (Week 1) 06-02-2016 Hitnotering: (Week 2 t/m 25) 16-07-2016 t/m 24-12-2016 Hitnotering: (Week 26 t/m 29) 07-01-2017 t/m 28-01-2017 | Hitnotering: (Week 1) 06-02-2016 Hitnotering: (Week 2 t/m 25) 16-07-2016 t/m 24-12-2016 Hitnotering: (Week 26 t/m 29) 07-01-2017 t/m 28-01-2017 | Hitnotering: (Week 1) 06-02-2016 Hitnotering: (Week 2 t/m 25) 16-07-2016 t/m 24-12-2016 Hitnotering: (Week 26 t/m 29) 07-01-2017 t/m 28-01-2017 | Hitnotering: (Week 1) 06-02-2016 Hitnotering: (Week 2 t/m 25) 16-07-2016 t/m 24-12-2016 Hitnotering: (Week 26 t/m 29) 07-01-2017 t/m 28-01-2017 |
| Week: | 1 | | 2 | 3 | 4 | 5 | 6 | 7 | 8 | 9 | 10 | 11 | 12 | 13 | 14 | 15 | 16 | 17 | 18 | 19 |
| --- | --- | --- | --- | --- | --- | --- | --- | --- | --- | --- | --- | --- | --- | --- | --- | --- | --- | --- | --- | --- |
| Positie: | 96 | uit | 94 | 70 | 54 | 40 | 36 | 30 | 30 | 21 | 16 | 14 | 17 | 18 | 19 | 20 | 21 | 23 | 28 | 36 |
| Week: | 20 | 21 | 22 | 23 | 24 | 25 | | 26 | 27 | 28 | 29 | | | | | | | | | |
| Positie: | 45 | 56 | 75 | 65 | 80 | 74 | uit | 77 | 78 | 87 | 88 | uit | | | | | | | | |

### NederlandseMega Top 50
| Positie: | 49 | 46 | 43 | 35 | 25 | 25 | 18 | 20 | 23 | 24 | 24 | 28 | 29 | 32 | 45 | uit |

## Releasedata
| Land             | Releasedatum | Formaat | Label    |
| ---------------- | ------------ | ------- | -------- |
| Verenigde Staten | 24 mei 2016  | Radio   | Atlantic |